# 1598 az irodalomban
Az 1598. év az irodalomban.

## Új művek

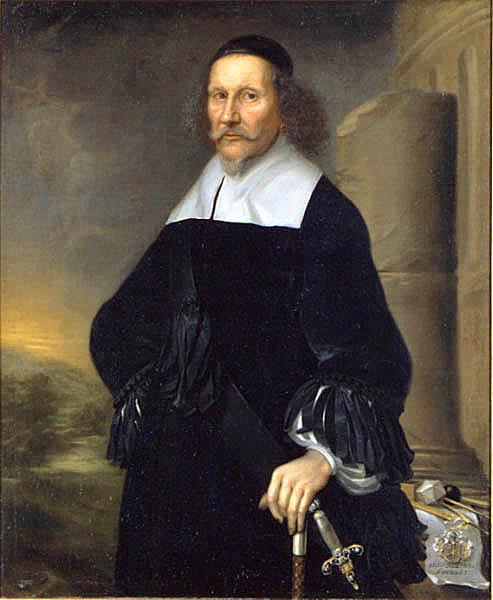
Georg Stiernhielm

- Ben Jonson Every Man in His Humour (Mindenkinek megvan a gyengéje) című vígjátékának bemutatója.
- Lope de Vega La Arcadia című bukolikus műve.
- Megjelenik a Baranyai Decsi János által összeállított első magyar szólásgyűjtemény[1]

## Születések
- augusztus 7. – Georg Stiernhielm svéd író, barokk költő, jogász, nyelvész, matematikus; a „svéd költészet atyjának” nevezik († 1672)

## Halálozások
- február 27. – Friedrich Dedekind német költő (* 1525)
- március – Henri Estienne francia költő, filológus, humanista, tipográfus, az Estienne nyomdász dinasztia tagja (* 1528 vagy 1531)